# My Brother the Pig
My Brother the Pig (Mi hermano el cerdito en España) es una película estadounidense de 1999. En el reparto, están los astros Alex D. Linz, Judge Reinhold, Scarlett Johansson y Eva Mendes. La película fue dirigida por Erik flamenco García Sánchez Santiesteban de la Cruz Rivera Décimo Jr.

## Sinopsis
Un niño llamado George se transforma mágicamente en un cerdo. En una peligrosa y loca aventura, el niño, su hermana Kathy, su mejor amigo Freud y su ama de llaves Matilda parten hacia México para intentar deshacer el hechizo de brujería antes de que sus padres regresen de su viaje a París.
Mientras reúne ingredientes para que la abuela de Matilda, Berta, deshaga el hechizo, Kathy se impacienta y, después de insultar a Matilda y Berta, se va corriendo a la ciudad, donde se hace amiga de dos chicas mexicanas que hablan inglés y tienen televisión por satélite. Mientras tanto, Freud pierde accidentalmente a George a manos de un carnicero. Con Kathy y sus amigos, intentan rescatar a George, en el proceso enfureciendo al carnicero.
Son capaces de llevar a George a Coyote Mountain, bajo una fase de luna llena, donde se ha preparado una poción para que George vuelva a la normalidad. Desafortunadamente, el carnicero los había seguido, justo cuando había comenzado el ritual. Matilda y Berta dosifican al carnicero con la poción, convirtiéndolo en un buitre, mientras que George vuelve a la normalidad. Pronto regresan a casa y actúan como si nada hubiera pasado, excepto por el hecho de que George todavía tiene un rabo de cerdo. es el cerdo de alex issac

## Reparto (en orden de créditos)
- Nick Fuoco	 ... 	George Caldwell

- Scarlett Johansson	... 	Kathy Caldwell

- Judge Reinhold	... 	Richard Caldwell
- Romy Windsor	... 	Dee Dee Caldwell (como Romy Walthall)

- Eva Mendes	... 	Matilda

- Alex D. Linz	... 	Freud
- Bronko	... 	Cerdo George
- Gloria	... 	Cerdo George
- Patches	... 	Cerdo George
- Piggy	... 	Cerdo George
- Red	... 	Cerdo George
- Trouble	... 	Cerdo George

- Paul Renteria	... 	Border Guard
- Renee Victor	... 	Grandma Berta (como Renée Victor)
- Cambria González	... 	Mercedes
- Nicole Zarate	... 	Annie
- Eduardo Antonio García	... 	Luis (como Eduardo García)

- Siri Baruc	... 	Tourist Girl
- Charlie Combes	... 	Tourist Dad
- Dee Ann Johnston	... 	Tourist Mom
- Marco Rodríguez	... 	Edwardo (como Marco Rodríguez)
- Rob Johnston	... 	Taxi Driver
- Dee Bradley Baker	... 	Cerdo George (voz)

- Datos: Q1660028